# Mycena mustea
Mycena mustea es una especie de hongo basidiomicetos de la familia Mycenaceae.

## Características
Este hongo es característico solamente de Kanagawa, Japón, donde crecen en la humedad y en lugares sombríos, entre las hojas y ramas caídas de los bosques de tierras bajas, fue descrito en el año 2007.
La forma del sombrero (píleo) es cónico a convexa, acampanado, cambian de color al estar húmedos, la superficie del sombrero al principio pareciera que estuviera recubierta con un fino polvo blanco, pero al madurar pierde esa característica, el sombrero llega a medir hasta 10 milímetros y el color es violáceo a violeta grisáceo.
El tallo es delgado, 0,5 a 1,5 milímetros de espesor y miden de 4 a 9 centímetros de largo, es hueco, su color es blanquecino violáceo al principio y violáceo al estar maduro, recubierto de pelos finos en la base.